# Föníciai nyelv
A föníciai nyelv egy olyan nyelv, amelyet eredetileg az egyiptomiul Pūtnak, a föníciaiul, héberül valamint arámiul Kánaánnak, továbbá görögül és latinul Föníciának nevezett part menti területen beszéltek. A nyelv a sémi nyelvek közé, azon belül a kánaáni nyelvek csoportjába tartozik; közel áll a héberhez és az arámihoz, olyannyira, hogy ábécéje megegyezik az óhéber ábécével, és a föniciai feliratokat óhéber tudással meg lehet érteni. A terület, ahol egykor beszélték, ma Libanonhoz, Szíriához  és Izraelhez tartozik.
A nyelvet anyanyelvként beszélők a föníciait Pōnnīmnak vagy Kana'nīmnak hívták.
A nyelvet csupán néhány feliratból (például Ahiram koporsója, Kilamuva sírja) és pár soros, más nyelvű könyvekbe írt glosszákból ismerjük. Ugyan néhány római szerző alkotott föníciai nyelven is, ezek az iratok azonban csak fordításokban maradtak fenn, az eredetijük elveszett.